# اشنویه
اُشنَویه (به کردی: شنۆ) یکی از شهرهای استان آذربایجان غربی است که در نیمه جنوبی این استان قرار دارد. این شهر مرکز شهرستان اشنویه است و نزدیک‌ترین مرکز شهرستان به مرکز استان (ارومیه) می‌باشد. به اشنویه لقب پایتخت گیلاس ایران داده شده است.
شهر اشنویه با قدمت تاریخی حداقل ۳۰۰۰ سال، یکی از قدیمی‌ترین مراکز سکونتی در ایران و کردستان است و در متون و مدارک آشوری از این منطقه به‌عنوان اشنوناک یادشده است. به علت برخورداری از تاریخ و تمدن کهن، آثار تاریخی فراوانی را در خود جای داده است و از این لحاظ دارای پیشینه‌ای غنی است.
مهم‌ترین آثار تاریخی آن سنگ‌نوشته کله‌شین (به ارتفاع ۱۷۰ سانتی‌متر و به دو زبان اورارتویی و آشوری حک گردیده که متعلق به سده هشتم پیش از میلاد) می‌باشد که گفته می‌شود نهصد سال قبل از بنای تخت جمشید به دستور ایشپونیا پادشاه اوراتور در ارتفاعات غربی شهرستان در مرز با عراق نصب گردیده است.
شهر اشنویه در غرب استان آذربایجان غربی قرار دارد و یک شهر ارتباطی مهم در جنوب غربی استان محسوب می‌شود که مرکز استان و شهر ارومیه را به شهرستان پیرانشهر (بازارچه مرزی تمرچین و مرز ترانزیتی حاج عمران) با فاصله ۷۲ کیلومتری متصل می‌کند.
در این شهر، زبان کردی به‌عنوان زبان گفتاری و زبان فارسی به‌عنوان زبان آموزش و نوشتار رسمی، مورد استفاده قرار می‌گیرند.

## ریشه نامگذاری
اشنویه به معنی گیاه خوشبو است که در فارسی به آن دواله می‌گویند. به علت وفور این گیاه در منطقه به این نام خوانده می‌شود.

## مهد تمدن

### تپه دینخواه
تپه دینخواه که در جنوب غربی حوزه آبریز دریاچه ارومیه و ۲۴ کیلومتری غرب حسنلو قرار دارد، با لایه‌های تمدنی از اعصار مفرغ و آهن، یکی از تمدن‌های بزرگ منطقه را در خود جای داده است.
این تپه باستانی در شهرستان اشنویه یکی از اتلال مهم تاریخی ایران است که نخستین بار توسط بار استین مورد بررسی و ارزیابی قرار گرفت و متعاقب آن بررسی‌های مقدماتی برای انجام کاوش‌ها انجام گردید. در سال ۱۹۶۷ میلادی دکتر رابرت دایسون آمریکایی پس از انجام مطالعات باستان‌شناسی‌ مورد کاوش‌های علمی قرار گرفت.
در سال ۱۹۶۸ میلادی دکتر آسکر ماسکرلا به سرپرستی دایسون کاوش‌های خود را ادامه داد داده‌های باستان‌شناسی قدمت این تپه را بین هزاره چهارم و دوم ق م معرفی نمود. که همزمان با تپه‌های تاریخی گوی تپه در ارومیه و قره تپه قزوین (سگزآباد) است. آثار این تپه با شهر سوخته قابل مقایسه می‌باشد.
علاوه بر گزارش‌های دکتر دایسون در دینخواه، دکتر هاملین هم گزارشی از کاوش‌های خود در تپه دینخواه بسال ۱۹۷۴ میلادی ارائه نمود. دوره‌های آن از مفرغ متاخر تا اسلامی را شامل می‌شوند. قدیم‌ترین دوره دینخواه همانند دوره ۴ حسنلو است.
سفال قرمز و نخودی دینخواه با نقوش سیاه و قرمز همانند سفال خابور بین‌النهرین است و ارتباط این دو منطقه را نشان می‌دهد. در محوطه‌های باستانی اشنویه، حفاری‌های دینخواه‌تپه (فصل ۱۹۶۶)، عصر آهن در دینخواه تپه، سفال‌های دینخواه در اوایل هزاره دوم پیش از میلاد، دینخواه تپه و (ظروف ارومیه)، بقایای جانوری دینخواه‌تپه، قبری از اواسط هزاره دوم پیش از میلاد در دینخواه‌تپه و مهره‌های مکشوفه از قبر ۲۷ ترانشه B10a دینخواه تپه و مراحل آغازین ساخت شیشه از دستاوردهای تپه دینخواه است.

## تاریخ
جغرافی‌نگاران سده‌های آغازین اسلامی، اشنویه را شهری واقع در سرزمینی حاصل خیز معرفی کرده‌اند. این شهر در طول تاریخ جولانگاه جنگ و گریزهای فراوانی بود از جمله نبردهای میان عثمانی‌ها و روس‌ها را که زیانهای بسیاری در پی داشت می‌توان برشمرد. در ۱۳۲۰ قمری زمین‌لرزه شدیدی شهر را لرزانید و آسیب‌های فراوانی به جا گذاشت.
به نوشته هنری رالین‌سون انگلیسی در سال ۱۸۳۸ به عنوان مأمور نظامی ایران خدمت می‌کرد دربارهٔ اشنویه نوشت، اشنویه در پای کوهستانهای بزرگ کردستان قرار گرفته و از دو سو محدود به کوه‌های کم‌ارتفاعتری است که پله پله بر روی هم قرار دارد بدین سان در آغوش آن کوه‌ها اشنویه به شکل دشت کوچک و در عین حال بسیار بارآور و زیبائی خودنمایی می‌کند. آب گادر که از میان دره باریک و ژرفی از کوه‌ها سرازیر می‌شود دشت را دو بخش می‌سازد. این رود و سایر رودهایی که از همان کوها سرازیر می‌شود زمین‌های سراسر این ناحیه را سیراب می‌کند.
شهر اشنویه واقع بر روی زمین‌های نسبتاً بلند، در دامان کوه‌ها در نزدیکی منتهی‌الیه غربی آن سلسله قرار گرفته است و در پیرامونش در حدود چهل دهکده دیگر دیده می‌شود. هنگام سفر رالین‌سون تمامی اهالی آن از کُردان بودند.
شهر اشنه در شمال‌غربی پسوا واقع بود که در زمان ابن حوقل کردها در آنجا مسکن داشتند. خاک آن به حاصلخیزی و مراتع آن به خرّمی شهرت داشت. یاقوت که آن شهر را دیده از باغ‌های زیبای آن سخن می‌گوید و مستوفی که نام آن را به صورت اشنویه نوشته گردید گوید شهری وسط است میان کوهستان ده‌گیاه آبشان نیز از آن جبال برمی‌خیزد حاصلش غله و دیگر حبوبات و انگور بود و بیست باریه دیه و از توابع اوست.
اشنویه شهری وسط است در میان کوهستان بر یک مرحله ارومیه افتاده و در غرب مایل قبله هوایش خوشتر از ارومیه بود و آبش از دره‌ها که از آن کوه‌ها روان است. حاصلش غله و دیگر حبوبات و انگور بود و ضیاعش را نیز حاصلی نیکوست حقوق دیوانیش ۱۹۳۰۰ دینار است.
اشنویه که از دیرباز مسکن کردها موسوم به هزبانیان بود، تا سده‌های بعد همچنان آبادانی خود را حفظ کرد. هزبانیان از مراتع اطراف آنجا، برای نگهداری احشام خود بهره می‌جستند. تیره‌ای از آنان نیز که روادیان (کرد) نامیده می‌شدند، در ارمنستان سکنی گزیدند (کسروی، شهریاران…، ۱۴۸). روادیان که در آذربایجان و کردستان نفوذ داشتند، در سده ۲ ق از اطاعت عباسیان سرباز زدند و چندی حکومت مستقلی به رهبری علی فرزند صدقه در آذربایجان به وجود آوردند. آنان ارومیه را مرکز فرمانروایی خود قرار دادند و شهرهای اشنویه، خوی، سلماس، لاجان (پسوا) و سلدوز را در اختیار داشتند. پس از آن، به ویژه در سده‌های ۷ و ۸ ق، ولایات ارومیه و اشنویه از سرنوشتی یکسان برخوردار بوده‌اند.
در عهد فرمانروایی اتابکان در سال ۶۰۲ق نبردی میان سپاهیان اتابک ابوبکر (فرمانروای عراق و آذربایجان) و علاءالدین (اتابک مراغه)، روی داد. علاءالدین که توان نبرد نداشت، پیشنهاد صلح کرد و یکی از دژهای خود را به ابوبکر واگذاشت و در مقابل، ابوبکر نیز حکومت اشنویه و ارومیه را به وی سپرد.

#### آثار تاریخی
مهم‌ترین جاذبه طبیعی اشنویه، دره چلاشی است و ستون کله شین و کتیبه کله‌شین از مهم‌ترین آثار تاریخی به جا مانده در این شهر به‌شمار می‌آیند.

## جغرافیا

### موقعیت جغرافیایی
شهر اشنویه به عنوان مرکز شهرستان اشنویه در مختصات جغرافیایی ۴۵ درجه و ۵ دقیقه طول شرقی و ۳۷ درجه و ۲ دقیقه عرض شمالی در ارتفاع ۱۴۰۰ متر از سطح دریا در قسمت‌های میانی شهرستان و قسمت‌های جنوبی استان واقع است. اختلاف ساعت آن با تهران ۲۰ دقیقه و ۱۲ ثانیه است.
شهرهای نالوس و پیرانشهر در جنوب، نقده در جنوب شرقی و ارومیه در شمال شرقی اشنویه واقع شده‌اند. شهر مهاباد نیز از شهرهای نزدیک به اشنویه است.
شهر اشنویه شامل دو ناحیه و ۱۲ محله می‌باشد. در شهر اشنویه در قسمت کوهپایه‌ها خانه‌های گلین با چوب و کوچه‌های تنگ و باریک و در قسمت جدید شهر کوچه‌ها و خیابان منظم و ساختمان‌ها تازه‌ساز است.
شهر دارای آب و هوای مناسبی است بطوری که شهر اشنویه را باغ‌های بزرگ و کوچک در میان گرفته‌اند. کوه‌های مرگه‌ور و دشت بیل و کوه‌های دیگر جلگه اشنویه را دایره‌وار در میان گرفته و دو قله مشهور آن (۱ - راندوله ۲ - بابوله) مشرف بر شهر هستند. قسمتی از شهر در دامنه کوهپایه‌ها و قسمتی دیگر در زمین‌های هموار دامن گسترده‌اند.

#### آب و هوا
این شهر از نظر آب و هوا دارای اقلیم سرد معتدل است. دمای هوا در اشنویه در ماه‌های تابستان حدود ۲۶٫۷ درجه سانتیگراد و در ماه‌های زمستان حدود منفی ۱ درجه سانتیگراد است. میانگین دمای سالانه این شهرستان ۱۳٫۳ درجه سانتیگراد است. بارندگی در اشنویه کم است و متعلق به اقلیم نیمه خشک است. میانگین بارندگی سالانه این شهرستان حدود ۴۲۲ میلیمتر است که ۷۰ درصد آن به پاییز و زمستان تعلق دارد.

### رودخانه
گادر نام رودی است در شمال غربی ایران که در جنوب غربی استان آذربایجان غربی قرار دارد. این رودخانه از کوه‌های غرب اشنویه سرچشمه گرفته و با طی مسافتی در حدود ۱۰۰ کیلومتر طول شهرستانهای اشنویه و نقده را می‌پیماید و سرانجام به دریاچه ارومیه می‌ریزد.
رودخانه گادر از بلندی‌های دالانپر و بز سینا تا کوه‌های مرزی کیله‌شین اشنویه در مرز کردستان عراق سرچشمه گرفته و از سه شاخه اصلی رود گادر و چم غلطان و اشنویه تشکیل یافته، پس از طی مسافتی به سوی خاور متوجه شده، از شهرهای نقده و محمدیار در دشت نقده گذشته، در ناحیهٔ برده‌زرد جاده مهاباد به ارومیه را قطع می‌کند و در جنوب شرقی بندر حیدرآباد از توابع شهرستان نقده وارد دریاچه ارومیه می‌شود.

## مردم‌شناسی

#### جمعیت
در آخرین سرشماری عمومی که در سال ۱۳۹۵ صورت گرفته، جمعیت شهر اشنویه ۳۹٬۸۰۱ نفر اعلام شده است.

#### اتنیک و زبان
ساکنان شهر اشنویه را کُردها تشکیل می‌دهند و به زبان کردی صحبت می‌کنند. بیشینه مردم اشنویه به گویش سورانی، لهجهٔ مکریانی و زیرلهجهٔ اشنویه‌ای تکلم می‌نمایند.
لهجهٔ اشنویه‌ای از نظر واژگان مشابه به لهجهٔ مهابادی است، اگرچه شباهت‌هایی به لهجهٔ اربیلی که در استان اربیل عراق به آن صحبت می‌شود نیز دارد. همچنین بخشی از جمعیت این شهر را کُردهای کرمانج از ایل هرکی و ایل شکاک تشکیل می‌دهند که به زبان کردی کرمانجی صحبت می‌کنند.

#### دین و مذهب
اهالی شهر و شهرستان اشنویه مسلمان و پیرو مذهب اهل تسنن (شافعی) هستند.

## محصولات
اشنویه دارای زمینهای حاصل خیز بوده و توتون آن در قدیم معروف بود و اولین سیگار ایرانی بنام (اشنو  ویژه) درچهار طرح متفاوت با توتون اشنویه تولید می‌گردید. دارای بیش از پنج هزار هکتار باغات سیب، گیلاس و زردآلو است که گیلاس آن از شهرت بسزایی برخوردار می‌باشد؛ به همین علت به پایتخت گیلاس ایران معروف است و حبوبات گندم، نخود، چغندر قند، سیب زمینی، دانه‌های روغنی و در گذشته برنج گرده و… از مهم‌ترین محصولات زراعی اشنویه است و میوه‌های جالیزی بصورت کشت دو فصله در اشنویه انجام می‌گیرد.

## وقایع تاریخی
این شهر در ساعت ۲:۴۵ دقیقه بامداد روز ۱۱ مرداد ۱۳۶۷ هجری خورشیدی و سه روز بعد از پذیرش قطعنامه ۵۹۸ شورای امنیت از سوی رهبر وقت ایران، توسط حزب بعث عراق با گاز خردل بمباران شیمیایی شد که موجب مصدومیت ۲۱۶۰ تن از مردمان شهر شد.

## وضعیت سیاسی
در جریان اعتراضات پس از کشته‌شدن مهسا امینی، در شامگاه یک مهر سال ۱۴۰۱، بر اساس ویدیوهای پخش شده توسط مردم بخش‌هایی از شهر اشنویه از نیروهای نظامی و امنیتی تخلیه شد و شهروندان، نیروهای امنیتی را ناچار به عقب‌نشینی کردند و فرمانداری شهر را به تصرف درآوردند. در فردای آن روز نماینده مجلس اعلام کرد که نیروهای نظامی در اشنویه مستقر شده‌اند.
به گفته یک منبع محلی، شرایط این شهر در حال حاضر به شکلی است که در روز، حضور نیروهای امنیتی چشمگیر است، اما با تاریک شدن هوا و آغاز اعتراض‌ها و حضور خیابانی مردم، شرایط تغییر می‌کند و نیروها مجبور به عقب‌نشینی می‌شوند.